# Liste der denkmalgeschützten Objekte in Rosegg
Die Liste der denkmalgeschützten Objekte in Rosegg enthält die 14 denkmalgeschützten, unbeweglichen Objekte der Gemeinde Rosegg.

## Denkmäler
| Foto |                 | Denkmal                                                                                          | Standort                                       | Beschreibung | Metadaten |
| ---- | --------------- | ------------------------------------------------------------------------------------------------ | ---------------------------------------------- | --- | --- |
| ja   | Datei hochladen | Kath. Filialkirche hl. Christoph am Hum HERIS-ID: 57686 Objekt-ID: 67949                         | Pirk Standort KG: Berg                         | Der spätgotische, holzschindelgedeckte Bau wurde 1486 erstmals urkundlich erwähnt und weist eine westliche Pfeilervorhalle in Schiffbreite auf. Der hölzerne Dachreiter im Osten ist mit einem Spitzhelm versehen. Die Fenster des Chores sind spitzbogig ausgeführt, an der östlichen Chorschlusswand befindet sich eine spätgotische Nische sowie ein Fragment einer römerzeitlichen Grabinschrift für Lottius Camulius. Bemerkenswert ist die um 1520 entstandene Wandmalerei an der südlichen Chorwand der Kirche, die den Heiligen Christophorus darstellt. Sie wurde später übermalt und ist im unteren Bereich zerstört. An der südlichen Außenmauer sind zwei, vermutlich frühromanische, Grabreliefs zu finden, ein Kreuz, sowie ein Bruststück einer betenden bekrönten Figur, welche eventuell die hl. Elisabeth von Thüringen darstellt. Das mit einer Flachdecke versehene Langhaus geht in einen eingezogenen einjochigen Chor mit 5/8-Schluss über. Das Kreuzrippengewölbe ruht auf halbrunden Vorlagen und weist einen runden Schlussstein auf. Der Triumphbogen ist eingezogen und spitzbogig abgefast. Der Hauptaltar stammt vom Ende des 17. Jahrhunderts und zeigt in der Mitte eine Figur des heiligen Christophorus, rechts des heiligen Florian und links des heiligen Georgs. Über den Opfergangsportalen befinden sich Figuren von weiblichen Heiligen (heilige Margarethe sowie vermutlich die heilige Katharina). Der linke Seitenaltar stammt ebenfalls vom Ende des 17. Jahrhunderts und zeigt als Mittelfigur die hl. Anna Selbdritt aus dem 16. Jahrhundert, das Aufsatzbild zeigt die Krönung Mariä. Der rechte Seitenaltar (Ende des 17. Jahrhunderts) hat als Mittelfigur Christus in der Trauer. Im Aufsatz befinden sich Figuren eines heiligen Bischofs, der heiligen Barbara und weiterer Heiliger. Das vielfigurige Ölbild der Kreuzigung stammt aus dem späten 16. Jahrhundert. | BDA-Hist.: Q1710742 Status: § 2a Stand der BDA-Liste: 2025-06-30 Name: Kath. Filialkirche hl. Christoph am Hum GstNr.: .7 Filialkirche St. Christoph am Hum |
| ja   | Datei hochladen | Kath. Filialkirche hl. Johann HERIS-ID: 57900 Objekt-ID: 68243                                   | St. Johann Standort KG: Berg                   | Die 1177 erstmals urkundlich erwähnte Kirche St. Johann ist in ihrer Gesamtheit spätgotischen Stils besitzt jedoch ein romanisches Mauerwerk. Ihr Chor ist eingezogen und weist zwei neuere Rundbogenfenster auf. Der westliche Dachreiter ist von einem Spitzhelm gekrönt. Dem spätgotischen, spitzbogig abgefasten Westportal ist eine gemauerte Pfeilervorhalle vorgeschoben. Am Langhaus befinden sich Rundbogenfenster mit teilweise noch spitzbogigen Formen. Im Jahr 1982 wurden an der Sakristeiaußenwand zwei gotische Vollplastiken freigelegt. Das Langhaus ist zweiachsig und mit einer Flachdecke versehen. Im Inneren befindet sich eine hölzerne Empore neueren Datums. Der rundbogige, leicht abgefaste Triumphbogen ist stark herab- und eingezogen. Seine breite Laibung weist Fragmente von Wandmalereien aus der Mitte des 14. Jahrhunderts auf (stehende Heiligenfiguren). Über dem Triumphbogen befinden sich barocke Konsolenfiguren (Schutzengelgruppe). Der Chor endet in einem 5/8-Schluss und ist von einem Gewölbestern aus gratigen Stichkappen überwölbt. Der Hauptaltar wurde um das Jahr 1720 errichtet, wobei die plastische Gruppe der Taufe Christi erneuert wurde. Der um 1700 stammende linke Seitenaltar weist eine auf einem kleinen Sockel ruhende Ädikula sowie gesprengte Segmentgiebel mit einer kleineren Ädikula als Aufsatz auf. Das Altarblatt zeigt die Herabkunft des Heiligen Geistes, das Motiv des Aufsatzbildes ist Christus erscheint den Jüngern. Auf der Mensa befindet sich eine Schnitzfigur von Anfang des 16. Jahrhunderts, welche Johannes den Täufer darstellt. Der rechte Seitenaltar wurde Ende des 17. Jahrhunderts errichtet und ist ebenfalls mit einer auf einem kleinen Sockel ruhenden Ädikula ausgestattet. Als Aufsatz dient jedoch ein zwischen Voluten eingefasster ovaler Rahmen. Die gedrehten Säulenschäfte werden von Weinblättern umrankt. Das rundbogig abgeschlossene Altarblatt zeigt den Evangelisten Johannes, das Bild im Aufsatz das Herz Jesu. | BDA-Hist.: Q38079262 Status: § 2a Stand der BDA-Liste: 2025-06-30 Name: Kath. Filialkirche hl. Johann GstNr.: .128 Filialkirche Heiliger Johannes, Rosegg |
| ja   | Datei hochladen | Kath. Filialkirche hl. Laurentius HERIS-ID: 65096 Objekt-ID: 77912                               | Lindner Straße Standort KG: Emmersdorf         | Die kleine Dorfkirche mit viereckigem Chor, Schindeldach, Dachreiter und offener Vorhalle enthält einen Neurenaissance-Altar von Ende des 19. Jahrhunderts und barocke Seitenaltäre. | BDA-Hist.: Q38109155 Status: § 2a Stand der BDA-Liste: 2025-06-30 Name: Kath. Filialkirche hl. Laurentius GstNr.: .66/1 |
| ja   | Datei hochladen | Archäologische Fundstelle in der Drau bei Emmersdorf HERIS-ID: 113118 Objekt-ID: 131354seit 2018 | Standort KG: Emmersdorf                        | 2003 wurden bei Baggerarbeiten in der Drau 16 von einem römischen Grabbau stammende Marmorblöcke gefunden, die in Zweitverwendung zur Festigung der nördlichen Rampe einer mittelalterlichen oder frühneuzeitlichen Brücke dienten. Nachdem 2017 zahlreiche römische, keltische und mittelalterliche Kleinfunde aus der Drau bekannt wurden, entdeckte man in diesem Bereich archäologisch Reste zweier römerzeitlicher Brücken. Anmerkung: Das Areal liegt teilweise auch in der KG Rosegg. Die Koordinaten verweisen auf die östliche der beiden Brücken. | BDA-Hist.: Q105646938 Status: § 57-Mandatsbescheid Stand der BDA-Liste: 2025-06-30 Name: Archäologische Fundstelle in der Drau bei Emmersdorf GstNr.: 1588/10 (KG 75313 Rosegg), 785/5 |
| ja   | Datei hochladen | Kath. Filialkirche hl. Augustin HERIS-ID: 54705 Objekt-ID: 63079                                 | Sankt Lambrecht Standort KG: Emmersdorf        | Die Filialkirche St. Augustin wurde laut einer Inschrift an der Westwand in den Franzosenkriegen des Jahres 1813 verwüstet. Im Jahr 1856 wurde sie von Grund auf restauriert und ausgeschmückt. Ein Brand 1883 machte jedoch eine erneute Renovierung im Jahr 1888 notwendig. Das Kirchlein ist eine einfache Kapelle mit leicht eingezogenem halbkreisförmigen, mit zwei Strebepfeilern versehenem Chor. Der westliche hölzerne Dachreiter weist einen Spitzgiebelhelm auf. Über dem mit einem geraden Sturz versehenen Westportal befindet sich ein Halbkreis- sowie ein Spitzbogenfenster. Das Dach ist mit Schindeln bedeckt. Das vierjochige, durch Pilaster gegliederte Langhaus mündet in den mit einer Flachdecke versehenen Chor. Am Westende des Langhauses befindet sich eine hölzerne Empore. Die barockisierende Inneneinrichtung ist sehr einfach gestaltet. | BDA-Hist.: Q38062042 Status: § 2a Stand der BDA-Liste: 2025-06-30 Name: Kath. Filialkirche hl. Augustin GstNr.: .82 Filialkirche hl. Augustin, Rosegg |
| BW   | Datei hochladen | Römerzeitliche und spätantike Siedlung beiderseits der Drau bei Rosegg HERIS-ID: 264064seit 2025 | Standort KG: Emmersdorf, 75313 Rosegg          | | BDA-Hist.: Q135168573 Status: Bescheid Stand der BDA-Liste: 2025-06-30 Name: Römerzeitliche und spätantike Siedlung beiderseits der Drau bei Rosegg GstNr.: 510, 514, 535, 511, 516, 518, 522, 523, 524, 454/1, 515, 519, 520, 521, 506, 509, 517, 533, 534, 784/1, 500/2, 501/2, 536/1, 500/1, 501/1 , 502, 503, 504, 507, 508, 451, 452, 453, 513/1, 513/2, 525, 526, 527, 512, 529, 530, 532/2, 1192, 1194/1, 1190/1, 1193/1 |
| ja   | Datei hochladen | Pfarrhof HERIS-ID: 54552 Objekt-ID: 62854                                                        | Getreidegasse 2 Standort KG: Rosegg            | Der Pfarrhof stammt im Kern aus dem 16. Jahrhundert. | BDA-Hist.: Q38061251 Status: § 2a Stand der BDA-Liste: 2025-06-30 Name: Pfarrhof GstNr.: .106, .201 Pfarrhof St. Michael, Rosegg |
| ja   | Datei hochladen | Jägerhaus, ehem. Pfleghaus HERIS-ID: 62978 Objekt-ID: 75580                                      | Mühlbacher Straße 7 Standort KG: Rosegg        | Beim Jägerhaus handelt es sich um einen zweigeschoßigen Bau über einem L-förmigen Grundriss. Er weist ein gestuftes Dach auf, eine Sgraffito-Eckquaderung, spätgotische Fenster sowie ein Rundbogenportal aus dem 16. Jahrhundert. | BDA-Hist.: Q38101751 Status: Bescheid Stand der BDA-Liste: 2025-06-30 Name: Jägerhaus, ehem. Pfleghaus GstNr.: .82 Jägerhaus, ehem. Pfleghaus, Rosegg |
| ja   | Datei hochladen | Kath. Pfarrkirche hl. Michael HERIS-ID: 54556 Objekt-ID: 62859                                   | Rosegg Standort KG: Rosegg                     | Das Langhaus der spätgotischen Kirche wurde nach Zerstörung in den Franzosenkriegen wiederaufgebaut und verlängert, von daher stammt auch der klassizistische Westturm. In der Kirche ist eine große gemauerte Empore; der Chor mit 5/8-Schluss ist kreuzgratgewölbt. Der Hauptaltar mit Figuren stammt ebenso wie die Kanzel aus der Mitte des 18. Jahrhunderts, die neobarocken Seitenaltäre aus der Mitte des 19. Jahrhunderts. | BDA-Hist.: Q38061263 Status: § 2a Stand der BDA-Liste: 2025-06-30 Name: Kath. Pfarrkirche hl. Michael GstNr.: .110/1 Pfarrkirche Heiliger Michael, Rosegg |
| ja   | Datei hochladen | Burgruine Altrosegg HERIS-ID: 35880 Objekt-ID: 34723                                             | Rosegg Standort KG: Rosegg                     | Von der im 12./13. Jahrhundert errichteten Burg ist vor allem der Bergfried noch teilweise erhalten, außerdem Teile der äußeren Wehrmauer mit zwei Wehrtürmen aus dem 14./15. Jahrhundert. Die Mauer rund um den Burgberg wurde um 1800 aus Steinen der Burg errichtet. | BDA-Hist.: Q1015487 Status: Bescheid Stand der BDA-Liste: 2025-06-30 Name: Burgruine Altrosegg GstNr.: 1450/1 Burgruine Altrosegg |
| ja   | Datei hochladen | Ehem. Wirtschaftsgebäude HERIS-ID: 45915 Objekt-ID: 47451                                        | Rosegger Straße 24 Standort KG: Rosegg         | Der spätgotische Bau wurde vermutlich Ende des 15./Anfang des 16. Jahrhunderts errichtet. Im Besitzstandplan des Jahres 1774 wurde es als Getreidekasten bezeichnet. Nach den Franzosenkriegen des Jahres 1813 wurde das Gebäude umgebaut. Heute ist der aus verputztem Bruchsteinmauerwerk errichtete Bau in die Tierparkmauer integriert. Das ehemalige Wirtschaftsgebäude ist zweigeschoßig und mit einem Schopfwalmdach versehen. Seine Fenster zeigen glatte, abgefaste Steingewände und Steckgitter. An der Südseite befindet sich ein spätgotisches Rundbogenportal mit einer aufwendigen Rahmung aus eingemauerten Werkstücken und Spolien. Das bemerkenswerte Türgewände sowie das eisenbeschlagene Türblatt stammen vermutlich von der Burg Rosegg. In der Lab'n (Hausflur) und im westlichen Erdgeschoßraum befinden sich Stichkappengewölbe und sternförmige Stuckgrate. | BDA-Hist.: Q38018178 Status: Bescheid Stand der BDA-Liste: 2025-06-30 Name: Ehem. Wirtschaftsgebäude GstNr.: .81/1 |
| ja   | Datei hochladen | Schloss Rosegg, Lukretia HERIS-ID: 35881 Objekt-ID: 34724                                        | Schloss Rosegg 1 Standort KG: Rosegg           | Das zweigeschoßige Schloss mit Mittelrisalit wurde 1772 in italienischem Stil errichtet und seither kaum verändert. Die Räume weisen Stuckdecke und teilweise wieder die ursprüngliche klassizistische Farbigkeit (florale Muster) auf; die Einrichtung stammt zum Teil noch vom Ende des 18. Jahrhunderts. | BDA-Hist.: Q2243216 Status: Bescheid Stand der BDA-Liste: 2025-06-30 Name: Schloss Rosegg, Lukretia GstNr.: .117/2, .117/1 Schloss Rosegg |
| ja   | Datei hochladen | Hügelgräberfeld Frög HERIS-ID: 112165 Objekt-ID: 130233                                          | Titscherberg Standort KG: Rosegg               | Das Hügelgräberfeld Frög wurde in der mittleren und späteren Hallstattzeit (9. bis 6. Jh. v. Chr.) mit Brandbestattungen angelegt. Die Herkunft der Grabbeigaben konnte teilweise in den unteren Donauraum, nach Mittel- und Oberitalien sowie in den süddeutschen Raum lokalisiert werden, was auf erheblichen Wohlstand sowie Kultur- und Handelskontakte schließen lässt. Bemerkenswertester Fund ist ein 1883 ausgegrabener vierrädriger Miniaturprunkwagen aus Blei (Bleiwagen von Frög). | BDA-Hist.: Q1551324 Status: Bescheid Stand der BDA-Liste: 2025-06-30 Name: Hügelgräberfeld Frög GstNr.: 1072/1, 1458/1, 1458/3, 1489, 1490, 1496, 1499, 1502, 1504, 1510, 1516 Keltenwelt Frög |
| ja   | Datei hochladen | Ortskapelle Unsere Liebe Frau HERIS-ID: 57899 Objekt-ID: 68242                                   | Standort KG: Rosegg                            | Bei der Kapelle Unsere Liebe Frau handelt es sich um einen kleinen Langbau mit einem in Schiffbreite vorgezogenen Vordach. Darüber befindet sich ein hölzerner Dachreiter mit einem Spitzhelm. Die Fenster des Langhauses sind rechteckig, die des Chorschlusses oval. Das Westportal hat einen geraden Sturz. Der Innenraum ist zweiachsig, wobei der östliche Teil ein Tonnengewölbe und der westliche, etwas breitere Teil, eine Flachdecke aufweist. Die Motive der Wandmalereien an der Nordwand zeigen die Heimsuchung sowie die Krönung Mariens, die der Südwand Mariä Verkündigung sowie Mariä Himmelfahrt. Auf der Flachdecke wird Gottvater abgebildet. Das kleine Altärchen stammt aus dem 17. Jahrhundert, die Skulptur Maria mit Kind von Anfang des 15. Jahrhunderts. | BDA-Hist.: Q38079254 Status: § 2a Stand der BDA-Liste: 2025-06-30 Name: Ortskapelle Unsere Liebe Frau GstNr.: 1566/2 Kapelle Unsere Liebe Frau, Frög |
| ja   | Datei hochladen | Kath. Filialkirche hl. Bartlmä HERIS-ID: 54741 Objekt-ID: 63127                                  | St. Martiner Straße 2, bei Standort KG: Rosegg | Die kleine Kirche ist ein romanischer, später mehrfach veränderter Bau mit hölzerner Vorhalle, sechseckigem Dachreiter und zwei spätgotischen Portalen. Die Holzdecke des Langhauses und die Balustrade der hölzernen Empore sind bemalt. | BDA-Hist.: Q38062201 Status: § 2a Stand der BDA-Liste: 2025-06-30 Name: Kath. Filialkirche hl. Bartlmä GstNr.: .46 Filialkirche Heiliger Bartlmä, Rosegg |